# My Voice
「My Voice」は、ピストルバルブの5枚目のシングル。2009年7月22日発売。発売元はテイチクエンタテインメント。

## 解説
前作「Unofficial」から約1年ぶりとなる、テイチクエンタテインメントに移籍して1枚目のシングル。初回限定版は「My Voice」のビデオクリップとメイキングを収録したDVD付き。
ヘアメイクアップアーティストの冨沢ノボルが、ジャケットとビデオクリップのヘアメイクアップを担当している。

## 収録曲
1. My Voice
  - （作詞:峯音＋ピストルバルブ 作曲:u-ske 編曲:u-ske ホーンアレンジ:u-ske＋ラム・アスカ）
    - フジテレビ系『ザ・ベストハウス123』7代目エンディングテーマ（2009年6月24日 - ）
    - 尚美ミュージックカレッジ専門学校TVCMソング
2. Good-looking dreamer
  - （作詞:峯音＋ピストルバルブ 作曲:山田稔明 編曲:u-ske ホーンアレンジ:u-ske＋ラム・アスカ）
    - 関西テレビ系『イケメンデルの法則』テーマソング
3. くちばしにチェリー
  - （作詞:中納良恵 作曲:中納良恵、森雅樹 編曲:永田“zelly”健志 ホーンアレンジ:永田“zelly”健志＋ラム・アスカ）
    - EGO-WRAPPIN'のカバー。